# Roger Twysden
Roger Twysden, 2e baronnet (21 août 1597 - 27 juin 1672), de Roydon Hall près d'East Peckham dans le Kent, est un historien et homme politique anglais qui siège à la Chambre des communes à divers moments entre 1625 et 1640.

## Biographie
Twysden est le fils de William Twysden, 1er baronnet et de sa femme Anne Finch, fille de Moyle Finch (1er baronnet) et Elizabeth Finch (1re comtesse de Winchilsea). Son père est un courtisan et un érudit qui participe à certains des voyages contre l'Espagne sous le règne de la reine Elizabeth Ire et est bien connu à la cour du roi Jacques Ier, devenant l'un des premiers baronnets. Sa mère est écrivain. Twysden fait ses études à la St Paul's School et est admis à l'Emmanuel College de Cambridge le 8 novembre 1614. Il entre à Gray's Inn le 2 février 1623. Pendant quelques années, il reste sur son domaine de Roydon Hall, East Peckham, largement engagé dans la construction et la plantation, mais aussi dans l'étude des antiquités et du droit constitutionnel. Il s'intéresse également à l'histoire naturelle.
En 1625, Twysden est élu député de Winchelsea. Il est réélu député de Winchelsea en 1626. En tant que fils aîné, il hérite du titre de baronnet à la mort de son père le 8 janvier 1629. Twysden s'arrange pour que les écrits de sa mère soient publiés.
Twysden montre sa détermination à défendre ses droits en refusant de payer l'argent du navire. En avril 1640, il est élu député du Kent au Court Parlement. Cependant, il devient désillusionné et n'est pas membre du Long Parlement élu plus tard la même année. Il applaudit les premières mesures du parlement pour restreindre la prérogative du roi, mais s'alarme lorsqu'il continue à attaquer l'Église d'Angleterre. La mise hors la loi de Lord Strafford l'effraie comme une utilisation tyrannique du pouvoir, et il devient un exemple typique des hommes qui forment la force du parti du roi dans la guerre civile anglaise. Il se considère trop vieux pour servir sur le terrain et par conséquent, il ne rejoint pas le roi à Oxford.
En 1642, il est arrêté après avoir signé une pétition du Kent et libéré sous caution, il publie les Instructions séditieuses. Il est fait prisonnier alors qu'il tentait de fuir le pays et est de nouveau emprisonné. En 1643, ses domaines sont séquestrés. Après l'exécution du roi, il retourne dans le Kent, mais son respect de la légalité ne le laisse pas en repos, et il est bientôt à nouveau en difficulté pour une autre manifestation connue sous le nom de « L'instruction à M. Augustine Skinner ». Pour cela, il est de nouveau arrêté et enfermé pendant un certain temps dans un pub, appelé "The Two Tobacco Pipes", près de Charing Cross, Londres. Il est libéré avec une indication claire qu'il serait bien avisé de ne pas retourner à Roydon Hall, mais de se tenir à l'écart de la tentation à Londres. Il suit les conseils et s'applique à l'étude. Un projet d'aller à l'étranger est abandonné, mais finalement il tente de s'échapper déguisé, est détecté et ramené à Londres. Il subit désormais toutes les vexations infligées aux partisans royalistes : séquestrations de ses loyers, amendes pour « malignité », et enfermement dans la Tour de Londres, où il se console avec ses livres. Enfin, il parvient à un règlement en 1650 et rentre chez lui, où il vit tranquillement jusqu'à la Restauration, date à laquelle il reprend ses fonctions de magistrat et est nommé sous-lieutenant du comté. Il ne s'est jamais entièrement réconcilié avec la Cour ou le gouvernement.
Twysden meurt le 27 juin 1672 et est enterré à Peckham. Des monuments commémoratifs de la famille Twysden se trouvent dans l'église St Michael, East Peckham.

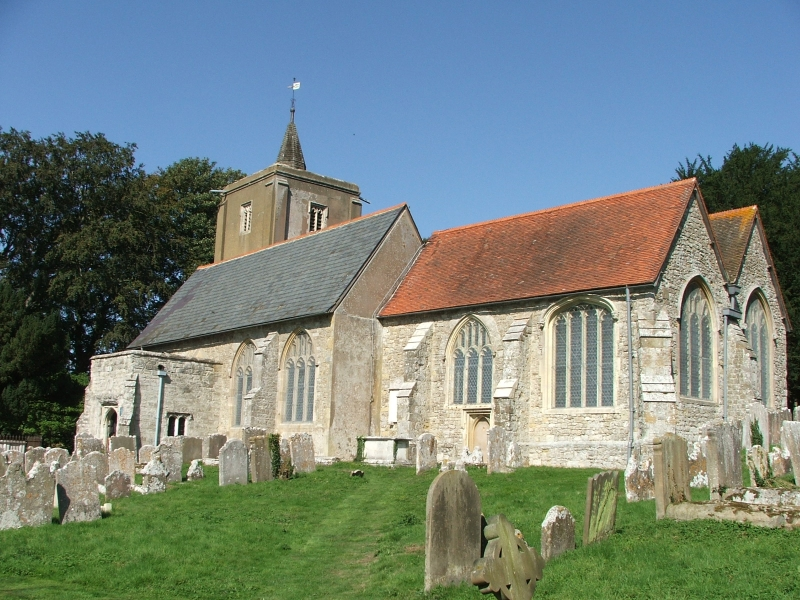
Église Saint-Michel, East Peckham, Kent, qui contient des monuments commémoratifs à plusieurs membres de la famille Twysden

## Travaux
Il publie trois ouvrages :
- La liberté des roturiers (1648) ;
- Historiae Anglicanae Scriptores Decem (1652), un ouvrage pionnier de l'histoire médiévale anglaise ; et
- Une justification historique de l'Église d'Angleterre (1657).

## Famille
Twysden épouse Isabella Saunders qui est une chroniqueuse et la dame d'honneur de sa mère . Isabella est la fille de Sir Nicholas Saunders de Ewell et Elizabeth Blount. Son père est une figure politique d'une certaine importance, mais sa carrière est entravée par l'adhésion ouverte de sa femme à la foi catholique romaine et ses propres problèmes d'argent chroniques : selon certains rapports, il était presque sans le sou à sa mort en 1649. Isabella est décrite comme « une dame d'une patience et d'une prudence rares » pour supporter les ennuis de la vie et aider son mari dans son emprisonnement. Elle meurt en mars 1657. Leur fils, William (1635-1697), devient baronnet à la mort de Twysden.